# Parlamentswahl in Belgien 2003
- Ecolo: 4
- sp.a-SPIRIT: 23
- PS: 25
- MR: 24
- VLD: 25
- cdh: 8
- CD&V: 21
- N-VA: 1
- VB: 18
- FN: 1

- VLD: 25
- PS: 25
- MR: 24
- sp.a-SPIRIT: 23
- CD&V: 21
- VB: 18
- cdh: 8
- Ecolo: 4
- N-VA: 1
- FN: 1

Die Wahl zum belgischen Parlament 2003 wurde von Premierminister Guy Verhofstadt um einen Monat vorgezogen, um die damalige hohe Popularität der Regierung auszunutzen. Die Wahl wurde am 18. Mai 2003 abgehalten.

## Parteien
Die hohe Wahlbeteiligung von über 90 % verdankt sich der in Belgien geltenden Wahlpflicht. Gewinner der Wahl waren die Sozialisten. Die wallonischen Sozialisten (PS) gewannen fünf Sitze, die sp.a-spirit, eine Listenverbindung aus den 2001 in SP.A umbenannten flämischen Sozialisten und SPIRIT, dem linken Flügel der 2001 zerfallenen Volksunie, verbesserte sich um neun Mandate.
Die Liberalen konnten leichte Zugewinne verzeichnen. Die wallonischen Liberalen (MR), entstanden 2002 aus dem Zusammenschluss von PRL, PFF, FDF und MCC, konnten sechs Sitze hinzugewinnen, die flämischen Liberalen (VLD) gewannen 2 Sitze dazu.
Klarer Verlierer waren die beiden grünen Parteien. Die wallonische Ecolo verlor sieben der elf Mandate, die flämischen Grünen Agalev, die bisher neun Mandate hielten, verfehlten den Einzug in die Abgeordnetenkammer.
Der rechtspopulistische Vlaams Blok (VB) konnte 3 Sitze dazugewinnen, die erstmals angetretene separatistische N-VA, der nationalistische Flügel der 2001 aufgelösten Volksunie, errang einen Sitz in der Abgeordnetenkammer.
Die wallonischen Christdemokraten (CDH) – bis 2002 PSC – verloren 2 Sitze, der rechtsextreme FN hielt seinen Sitz.

## Kammer (Unterhaus)

### Wahlrecht
Das aktive Wahlrecht haben alle belgischen Staatsangehörigen die älter als 18 Jahre alt sind. Das passive Wahlrecht haben belgische Staatsangehörige mit Wohnsitz in Belgien und einem Mindestalter von 21 Jahren.
Belgien ist in elf Wahlkreise aufgeteilt, die zehn Provinzen und die Hauptstadtregion Brüssel. Die Anzahl der Mandate pro Wahlkreis ist proportional zur Einwohnerzahl und wird alle zehn Jahre neu bestimmt. Die größte Anzahl Abgeordnete stellt der Wahlkreis Antwerpen mit 24, die geringste Zahl stellt Luxembourg mit vier Abgeordneten.
Innerhalb der Wahlkreise werden die Mandate nach einem Verhältniswahlrecht auf die Liste verteilt, dabei wird die Hare-Quote verwendet, die übrigen Mandate werden nach dem D’Hondt-Verfahren vergeben. Die Verteilung der Mandate innerhalb der Listen wird nach der Droop-Quote vorgenommen. In den Wahlkreisen galt erstmals eine Sperrklausel von 5 %.

### Ergebnisse
Es errangen zehn Parteien Sitze in der Abgeordnetenkammer. 
Das amtliche Endergebnis:
| Wahlberechtigte    | 7.570.337 |         |             |       |             |
| abgegebene Stimmen | 6.936.801 | 91,63 % |             |       |             |
| gültige Stimmen    | 6.572.189 | 94,74 % |             |       |             |
|                    | Stimmen   | Anteil  | +/− zu 1999 | Sitze | +/− zu 1999 |
| VLD                | 1.009.223 | 15,36 % | +1,06 %     | 25    | +2          |
| SP-A-SPIRIT        | 979.750   | 14,91 % | +5,37 %     | 23    | +9          |
| CD&V               | 870.749   | 13,25 % | −0,84 %     | 21    | −1          |
| PS                 | 855.992   | 13,02 % | +2,86 %     | 25    | +6          |
| VB                 | 761.407   | 11,59 % | +1,72 %     | 18    | +3          |
| MR                 | 748.952   | 11,4 %  | +1,26 %     | 24    | +6          |
| CDH                | 359.660   | 5,47 %  | −0,40 %     | 8     | −2          |
| N-VA               | 201.399   | 3,06 %  | –           | 1     | –           |
| Ecolo              | 201.118   | 3,06 %  | −4,29 %     | 4     | −7          |
| AGALEV             | 162.205   | 2,47 %  | −4,52 %     | 0     | −9          |
| FN                 | 130.012   | 1,98 %  | +0,53 %     | 1     | ±0          |
| VU-ID              | –         | –       | –           | –     | −8          |

1. ↑  Bei der Wahl 2003 als sp.a-spirit, 1999 sp.a als SP
2. ↑  Bei der Wahl 2003 als CD&V, 1999 als CVP
3. ↑  Bei der Wahl 2003 als MR, 1999 als PRL/FDF
4. ↑  Bei der Wahl 2003 als CDH, 1999 als PSC

Abstimmungsverhalten nach Blöcken
| Parlamentswahl in Belgien 2003 %3020100 27,9326,7618,7211,595,533,061,98 PS/ sp.aaMR/ VLDbcdh/ CD&VcVBEcolo/ AgalevN-VAfFNGewinne und Verlusteim Vergleich zu 1999 %p 10 8 6 4 2 0 −2 −4 −6 −8−10+8,23+2,32−1,24+1,72−8,81−2,50+0,53PS/ sp.aMR/ VLDcdh/ CD&VVBEcolo/ AgalevN-VAFNAnmerkungen:a 2003: PS/SPb 1999: VLD und PRL/FDFc 1999: CVP und PSCf Größter Nachfolger von VU-ID |

### Senat (Oberhaus)
Neben den Unterhaus-Abgeordneten wurden auch 40 von insgesamt 71 Senatoren direkt gewählt. Wie bei den Wahlen des europäischen Parlaments wurde die Wählerschaft in zwei Wahlkollegien aufgeteilt: Das französischsprachige Kollegium wählte 15 Senatoren und das niederländischsprachige 25. Im Sonderwahlkreis Brüssel-Halle-Vilvoorde entschieden die Bürger durch die Wahl einer französischsprachigen bzw. niederländischsprachigen Partei selbst, welchem Kollegium sie angehören wollten. Das flämische und wallonische Parlament wählen je zehn Senatoren, das Parlament der deutschsprachigen Gemeinschaft bestimmt einen Senator. Zehn Senatoren werden kooptiert, sechs von den flämischsprachigen Senatoren, vier von den französischsprachigen Senatoren. Es muss mindestens ein flämischsprachiger und sechs französischsprachige Senatoren aus Brüssel kommen.
Wie in der Kammer verbesserten sich die Sozialisten in beiden Landesteilen deutlich, die Liberalen verzeichneten leichte Gewinne, die Grünen erlitten klare Verluste. Der Vlaams Blok und der Front National legten jeweils einen Senatssitz zu, die CDH verlor einen Sitz.
Das amtliche Endergebnis:
| Wahlberechtigte                | 7.570.637 |         |             |       |             |
| abgegebene Stimmen             | 6.934.604 | 91,60 % |             |       |             |
| gültige Stimmen                | 6.551.511 | 94,48 % |             |       |             |
|                                | Stimmen   | Anteil  | +/− zu 1999 | Sitze | +/− zu 1999 |
| Niederländisches Wahlkollegium |           |         |             |       |             |
| SP-A-SPIRIT                    | 1.013.560 | 15,47 % | +6,59 %     | 7     | +3          |
| VLD                            | 1.007.868 | 15,38 % | +0,01 %     | 7     | +1          |
| CD&V                           | 832.849   | 12,71 % | −2,03 %     | 6     | ±0          |
| VB                             | 741.940   | 11,32 % | +1,91 %     | 5     | +1          |
| AGALEV                         | 161.024   | 2,46 %  | −4,62 %     | 0     | −3          |
| N-VA                           | 200.273   | 3,06 %  | –           | 0     | –           |
| VU-ID                          | –         | –       | –           | –     | −2          |
| Französisches Wahlkollegium    |           |         |             |       |             |
| PS                             | 840.908   | 12,84 % | +3,19 %     | 6     | +2          |
| MR                             | 795.757   | 12,15 % | +1,58 %     | 5     | ±0          |
| CDH                            | 362.705   | 5,54 %  | −0,49 %     | 2     | −1          |
| Ecolo                          | 208.868   | 3,19 %  | −4,21 %     | 1     | −2          |
| FN                             | 147.305   | 2,25 %  | +0,75 %     | 1     | +1          |

1. ↑  Bei der Wahl 2003 als sp.a-spirit, 1999 sp.a als SP
2. ↑  Bei der Wahl 2003 als CD&V, 1999 als CVP
3. ↑  Bei der Wahl 2003 als MR, 1999 als PRL/FDF
4. ↑  Nei der Wahl 2003 als CDH, 1999 als PSC

## Regierungsbildung
Die bisherige Regierung, die sogenannte Regenbogenkoalition, bestand aus Sozialisten (PS und SP-A), Liberalen (PRL-FDF und VLD) sowie Grünen (Ecolo und Agalev). Nach den deutlichen Gewinnen von Sozialisten und Liberalen und den klaren Verlusten der zerstrittenen Grünen bildete Guy Verhofstadt eine neue Regierung aus Sozialisten und Liberalen ohne die Grünen, nach den roten und blauen Farben der beteiligten Parteien violette Koalition genannt. Das neue Kabinett wurde am 12. Juli 2003 vereidigt.